# Стретем
Стретем (англ. Streatham, (/ˈstrɛt.əm/) — район в южной части Лондона. Входит в состав административного района (боро) Ламбет и расположен в 5 км юго-восточнее Чаринг-Кроссa. Обозначен как один из 35-ти основных центров (Major centres), включённых в План стратегии развития Лондона.